# 帕里托縣

帕里托縣在蓬塔雷納斯省的位置

帕里托縣（西班牙語：Cantón de Parrita），是哥斯達黎加蓬塔雷納斯省的縣份，位於該國西部，首府設於帕里托，始建於1971年7月5日，面積478.79平方公里，2011年人口16,115人，人口密度每平方公里33.66人。
9°33′2″N 84°20′54″W / 9.55056°N 84.34833°W